# Tera de Marez Oyens
Tera de Marez Oyens (geboren als Woltera Gerharda Wansink am 5. August 1932 in Velsen; gestorben am 29. August 1996 in Hilversum) war eine niederländische Komponistin und Dirigentin.

## Leben
Sie wuchs mit ihrer Schwester bei den Eltern auf. Aufgrund ihrer musikalischen Begabung ging sie ans Conservatorium van Amsterdam und studierte Klavier bei Jan Odé, Violine bei Jan Henrichs und Camille Jacobs sowie Komposition bei Felix Hupka und später Hans Henkemans. Tera de Marez Oyens schloss das Studium 1953 ab. Im selben Jahr heiratete sie ihren Klaviertutor, den Komponisten Gerrit de Marez Oyens (1922–2013), und wurde 1959 Kantorin an Hilversums Conservatorium.
Tera de Marez Oyens war 1975 die erste Dirigentin des Overijssel Philharmonic Orchestra.  Von 1977 bis 1988 war sie (erneut als erste Frau) Dozentin für Komposition und moderne Musik am Konservatorium in Zwolle, wo sie Wert darauf legte, dass Studenten eigene Stile entwickelten. Auch nach Ende ihrer Tätigkeit als Dozentin lehrte sie weiter als Gastdozentin in verschiedenen Institutionen.
Nach ihrer Scheidung von ihrem ersten Ehemann war sie ab 1976 mit dem Politologen und Philosophen Menachem Arnoni (1922–1985) verheiratet. Trotz schwerer Krankheit heiratete sie in dritter Ehe 1996 den Cartoonisten Marten Toonder.

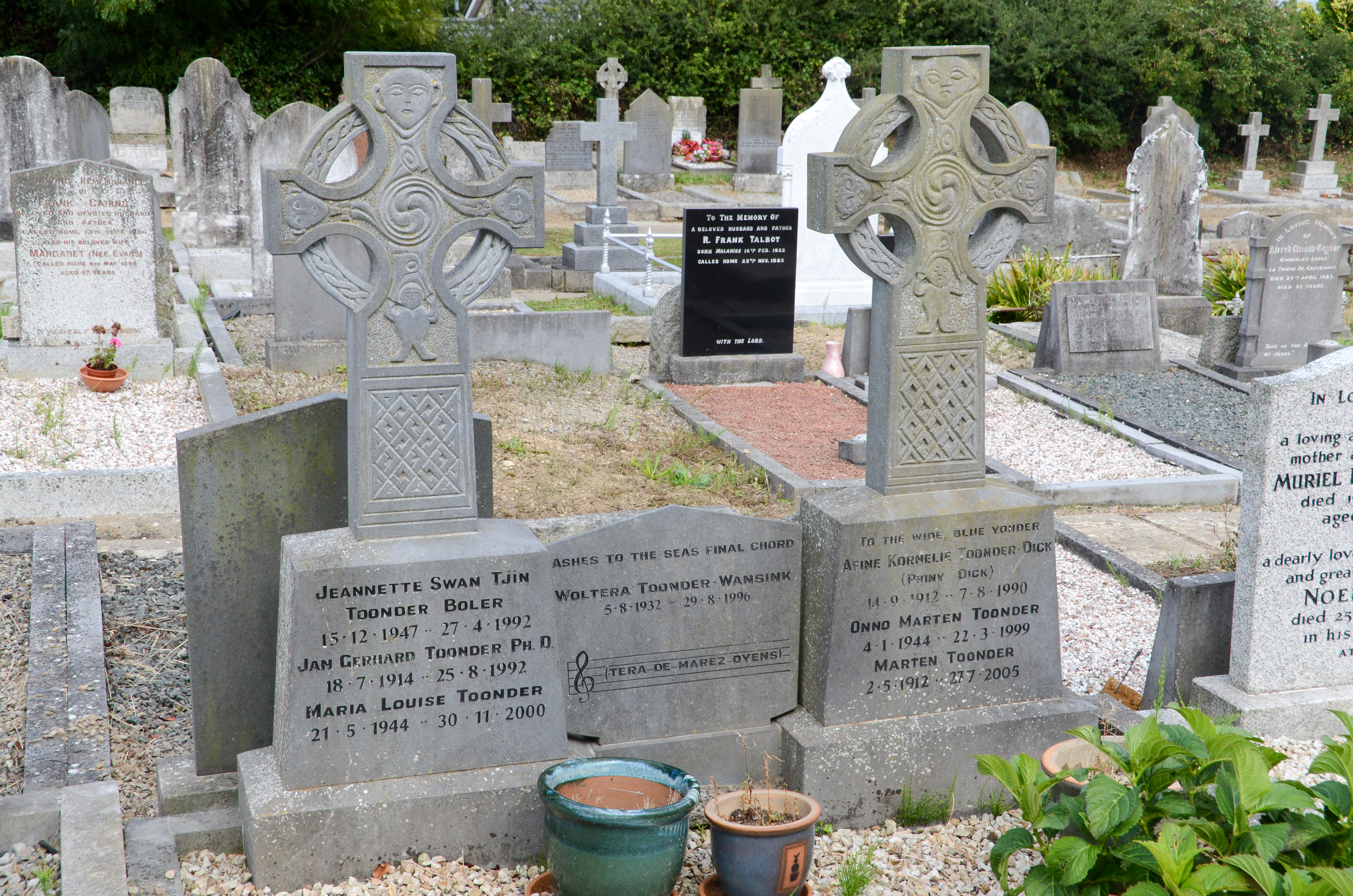
Grab von Tera de Marez Oyens (mittig)

## Werk
Sie schrieb über 200 Musikstücke verschiedenster Art, darunter solche für kirchliche Zwecke sowie im Auftrag von Rundfunksendern und des niederländischen Kulturministeriums.
Ihre ersten Werke waren Kammermusik und Liederzyklen, dann auch Stücke für Jugendgruppen. Eine 1960 verfasste Melodie für ein Stück von Huub Oosterhuis fand in einer Übersetzung von Dieter Trautwein als EG 427 Eingang in das Evangelische Gesangbuch in Deutschland. Sie verfasste in der Zeit bis 1973 für ihre Reformierte Kirchengemeinde 14 Melodien für Liedtexte unter anderem von Muus Jacobse, Willem Barnard und Ad den Besten.
In den 1960er Jahren entdeckte sie ihr Interesse an elektronischer Musik und studierte mit Gottfried Michael Koenig am Institute of Sonology in Utrecht. 
Zu Texten ihres zweiten Ehemanns Arnoni schrieb sie The Odyssey of Mr. Good-Evil (1981), ein Oratorium über die Schrecken des Krieges. Nach Arnonis Tod 1985 widmete sie sich wieder stärker dem Komponieren. In dieser Zeit entstanden Werke wie  Litany of the Victims of War (1985) und Sinfonia testimonial (1987), letztere nach Texten von Ariel Dorfman und Rosario Castellanos.
1988 nahm sie mit Stücken an der Scheveningen International Competition für Cellokompositionen teil. 1989 war sie Composer in Residence an der Georgia State University in Atlanta. 1995 schrieb sie als Auftragskomposition zum 50-jährigen Bestehen der Vereinten Nationen das Orchesterwerk Unison.